# Javier Balza
Javier Balza Aguilera (Bilbao, 22 de septiembre de 1957) es un abogado y político del País Vasco, España, miembro del Partido Nacionalista Vasco.
Licenciado en Derecho por la Universidad de Deusto, accedió a una plaza de letrado del Gobierno Vasco en 1981, siendo su primer destino la dirección de Desarrollo Legislativo. Ocupó distintos puestos de responsabilidad de segundo y tercer nivel en el Gobierno Vasco, destacando el de Viceconsejero de Régimen Jurídico y Desarrollo Autonómico. Destacó por ser uno de los más influyentes en las negociaciones con el Gobierno de España en la década de 1990 para llegar a un acuerdo sobre las transferencias competenciales pendientes. El 7 de enero de 1999 fue nombrado Consejero de Interior del Gobierno Vasco con el lendakari Juan José Ibarretxe, sustituyendo a Juan María Atutxa, cargo que mantuvo durante 10 años hasta la victoria del socialista vasco, Patxi López, que lo sustituyó por Rodolfo Ares.
Tras su paso por la política, regresó a su puesto en la administración vasca, hasta que en 2009 pasó a la empresa privada como abogado en el grupo Guevara Abogados, dirigido por el también exconsejero Juan Ramón Guevara. En 2009, Javier Balza se incorporó a Uría Menéndez, y fue nombrado socio del despacho en 2013, así como responsable de la práctica de Derecho Público en la oficina de Bilbao.